# NGC 5068
NGC 5068 је спирална галаксија у сазвежђу Девица која се налази на NGC листи објеката дубоког неба.
Деклинација објекта је - 21° 2' 17" а ректасцензија 13h 18m 54,5s. Привидна величина (магнитуда) објекта NGC 5068 износи 9,8 а фотографска магнитуда 10,5. Налази се на удаљености од 6,7000 милиона парсека од Сунца. NGC 5068 је још познат и под ознакама ESO 576-29, MCG -3-34-46, UGCA 345, PGC 46400.